# Monasterio de San Pedro de Roda

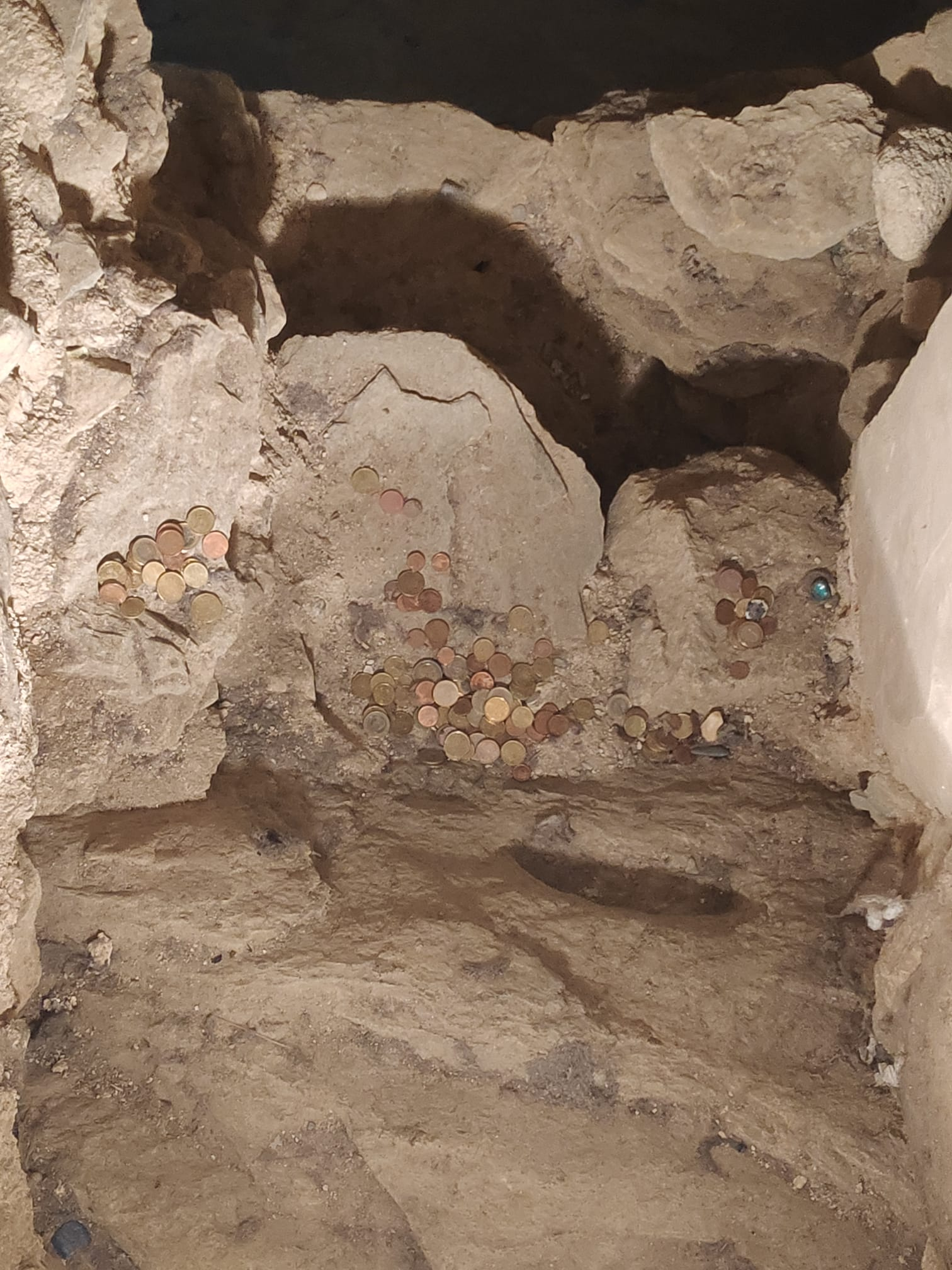
Reconditorio de la iglesia donde se veneraban las reliquias y actualmente los visitantes echan monedas para pedir deseos

El monasterio benedictino de San Pedro de Roda se halla en el término municipal del Puerto de la Selva en la provincia de Gerona (Cataluña). Construido en la falda de la montaña de Verdera por debajo de las ruinas del castillo de San Salvador de Verdera que le había dado protección, con una vista excepcional sobre la bahía de Llansá y del Puerto de la Selva, al norte del Cabo de Creus. Cerca del monasterio están las ruinas del poblado medieval de la Santa Cruz de Roda, del que solo queda en pie su iglesia de estilo prerrománico dedicada a santa Elena.

## Historia
Fue restaurado a raíz de la publicación del libro que presentó el hallazgo y análisis de un reducido maletín conteniendo reliquias identificables como de san Pedro Apóstol que en el año 610 fueron alejadas por mar de la ciudad de Roma donde habían sido veneradas en la subterránea cripta (la Confesión bajo el altar) de la Antigua Basílica de San Pedro. Allí nunca regresaron.

Dentro de un «maletín» decorado con láminas de hueso, y envuelto con un delantal a la medida del pontífice Gregorio Magno había diminutos relicarios. Además incluyó en su interior una ara portátil (con inscripciones) destinada a celebrar misa los religiosos custodios durante su travesía marítima, cuando Roma estuvo seriamente amenazada por una invasión.
El lote de relicarios (sin tapa) fue accidentalmente recuperado justo doce siglos después de su ocultación en el muro de la cripta subterránea bajo el altar mayor de San Pedro de Roda. Las excavaciones arqueológicas posteriores a 1990 dieron muy buenos resultados, promoviendo incluso la restauración de todo el complejo abacial, y en especial la iglesia.
Hasta descubrirse dichas reliquias, era imposible justificar las vastas dimensiones de la iglesia y del monasterio, al ser un sector muy aislado en la costa del golfo de Rosas, pero posteriormente se hallaron allí varios tesoros: Monedas de oro y plata, antiguas baldosas de cerámica, e incluso pinturas románicas en los muros de un claustro inferior, desconocido hasta mediados del siglo XX.
Se desconoce el verdadero origen del monasterio, lo que dio lugar en el pasado a especulaciones y leyendas, como la de la fundación por monjes que desembarcaron en la zona con los restos de san Pedro y otros santos, que debían custodiar para no ser profanados por las hordas bárbaras que caían sobre Roma. Pasado el peligro, el papa Bonifacio IV habría mandado construir el templo. Sin embargo, la primera documentación de la existencia del establecimiento data del año 878 siendo mencionado como una simple celda monástica consagrada a San Pedro, pero no es hasta el año 945 cuando se considera un monasterio benedictino independiente, regido por un abad. Ligado al condado de Ampurias, llega a su máximo esplendor entre los siglos XI y XII. En él se celebran jubileos hasta su decadencia en el siglo XVII. Su importancia creciente lleva a convertirlo en un punto de peregrinaje de la época. A partir del siglo XVII es saqueado en varias ocasiones y en 1793 fue abandonado por la comunidad benedictina que se trasladó a Vila-sacra y, finalmente, se instaló en Figueras en 1809 hasta que fue disuelta. En 1930 fue declarado monumento nacional y en 1935 la Generalidad de Cataluña inició las primeras restauraciones.
En las excavaciones realizadas durante 1990 y 1991 aparecieron restos del claustro del siglo XI, pinturas anteriores al siglo XII y la necrópolis del siglo X y siglo XII, entre otros restos.
El CRAI Biblioteca de Reserva de la Universidad de Barcelona conserva algunas obras provenientes los fondos del monasterio. Asimismo, ha registrado y descrito ejemplos de las marcas de propiedad que lo identificaron a lo largo de su existencia.

## El elemento arquitectónico
El conjunto se construye en terrazas, dada su ubicación. El claustro del siglo XII es la parte central del conjunto. En torno a él se distribuyen el resto de construcciones. La iglesia, consagrada en 1022, es el máximo exponente del grupo arquitectónico. De estilo románico sin comparación con las corrientes de su tiempo, aunque sugerente de la arquitectura tardorromana. Tiene planta de cruz latina con tres naves con bóveda de cañón, que son delimitadas por una doble columnata con capiteles de influencia corintia. La doble columnata descansa sobre un alto zócalo y en los laterales, unas columnas adosadas aguantan los arcos de medio punto que separan las naves. Las columnas adosadas a los pilares proceden de alguna construcción romana anterior.
La nave central es espléndida y de gran dimensión, con un deambulatorio en el ábside, que parece continuarse por las dos naves laterales. Bajo el ábside se encuentra la cripta.
Esta iglesia sintetiza con originalidad una serie de corrientes arquitectónicas anteriores, como la carolingia, el prerrománico y las construcciones romanas, por todo ello es considerada uno de los principales exponentes del románico en Cataluña.
En la fachada de poniente del monasterio se alza el campanario del siglo XII, de planta cuadrada y de influencias lombardas del siglo anterior. A su lado una torre de defensa, o del homenaje, que probablemente se inició en el siglo X pasando posteriormente por un largo proceso de construcción y reformas.

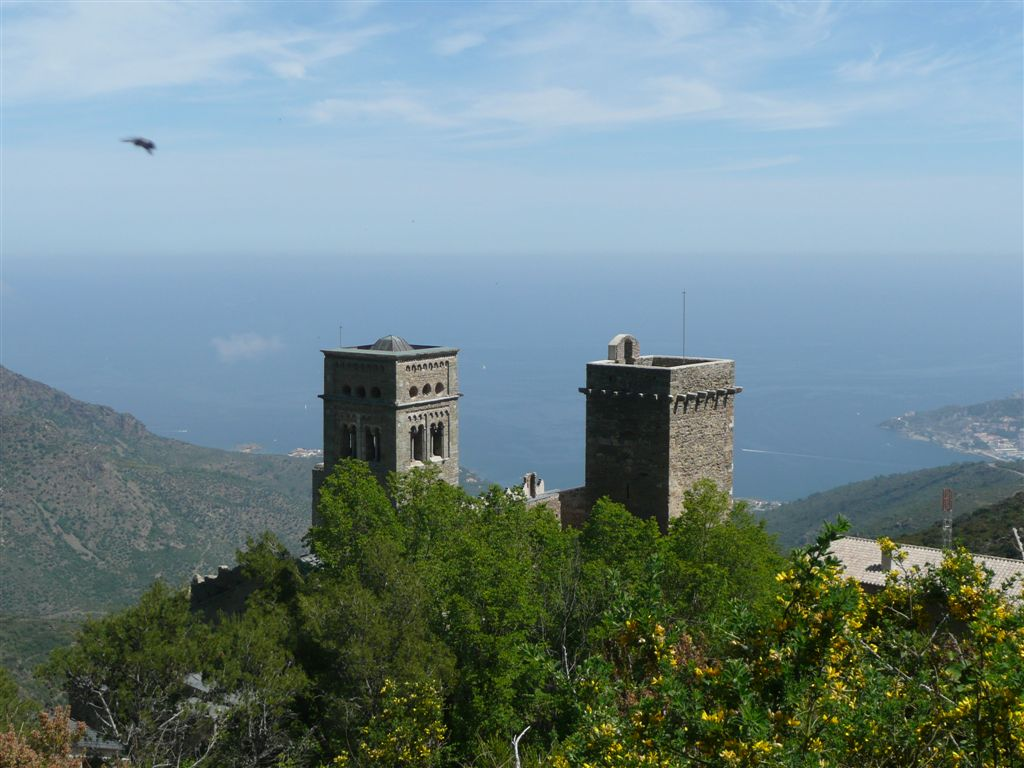
Monasterio sobre el mar
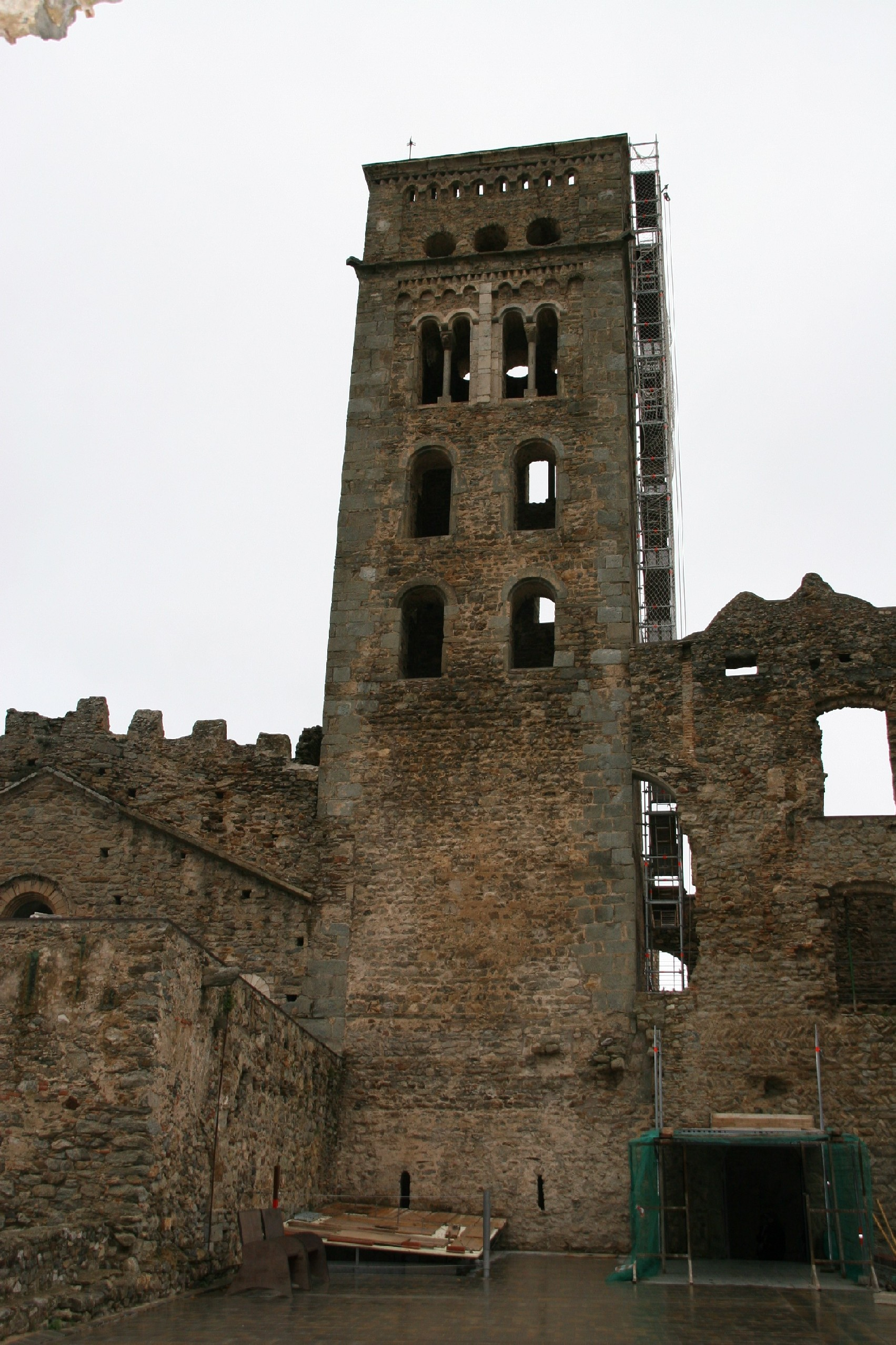
Torre del campanario
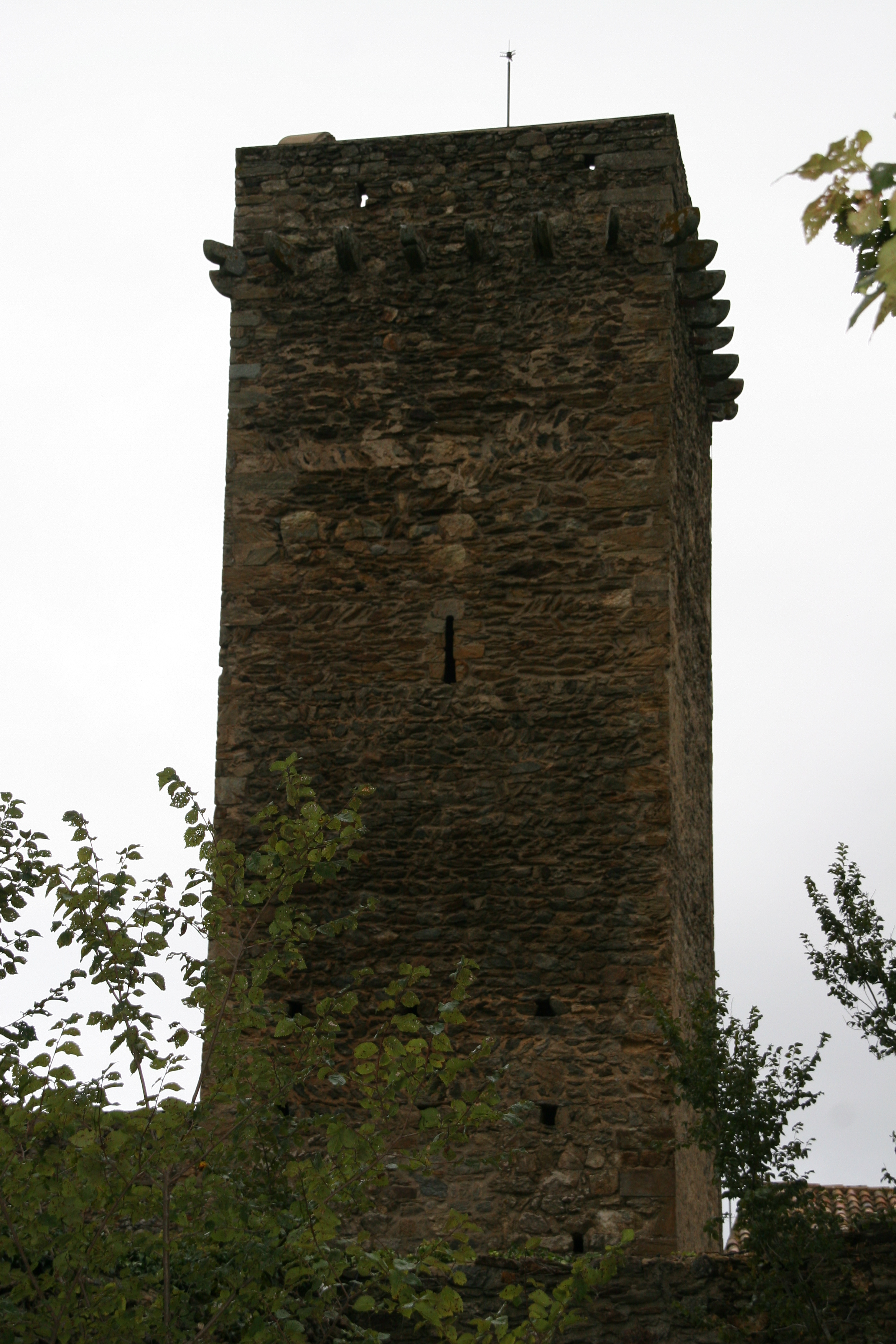
Torre del homenaje
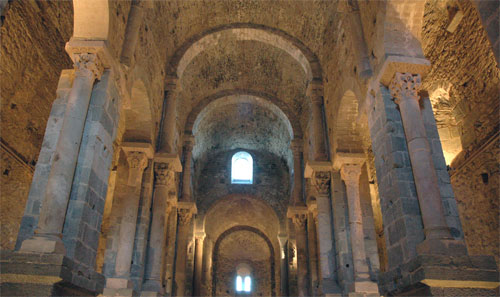
Interior de la iglesia
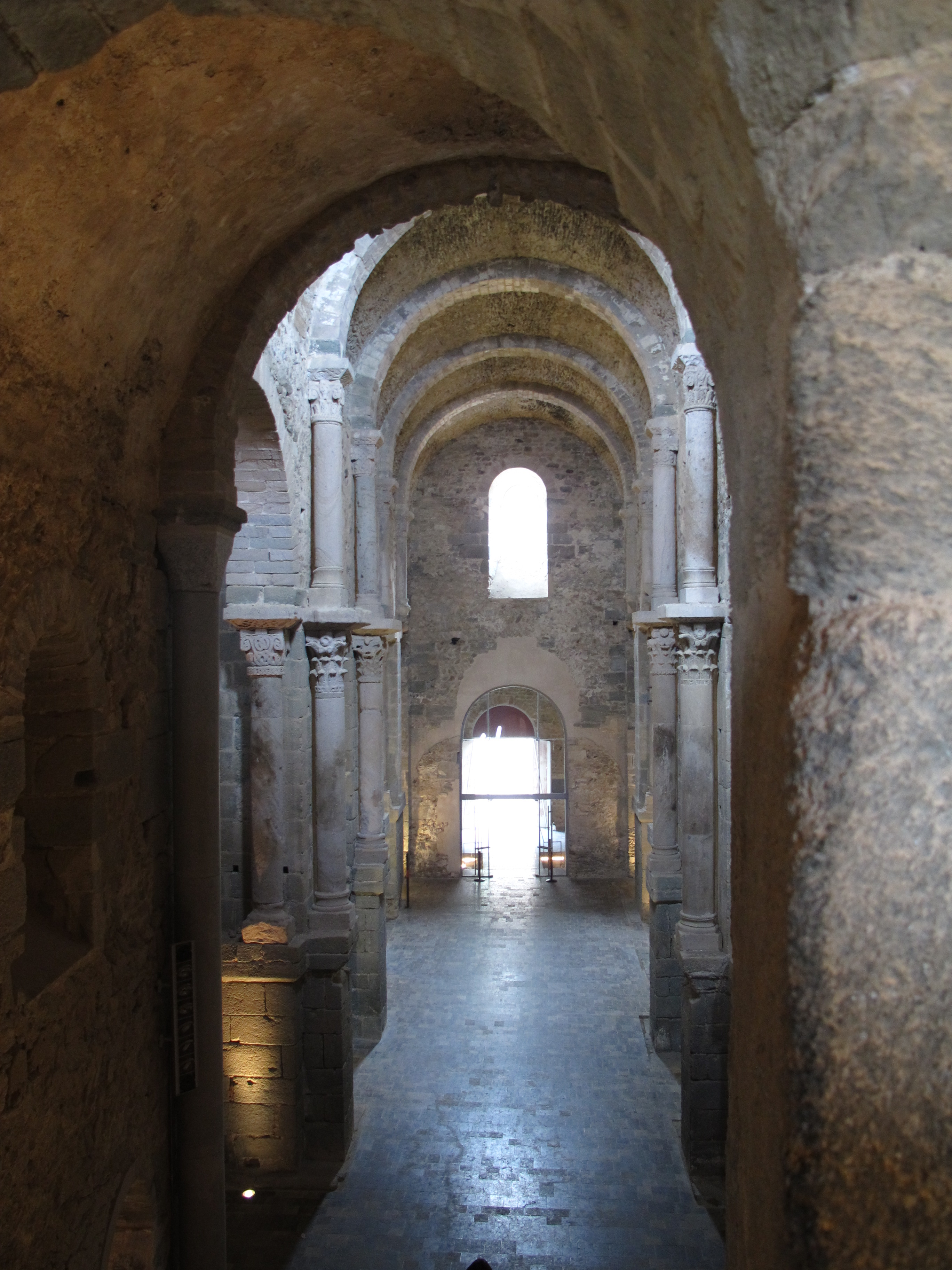
Nave del templo
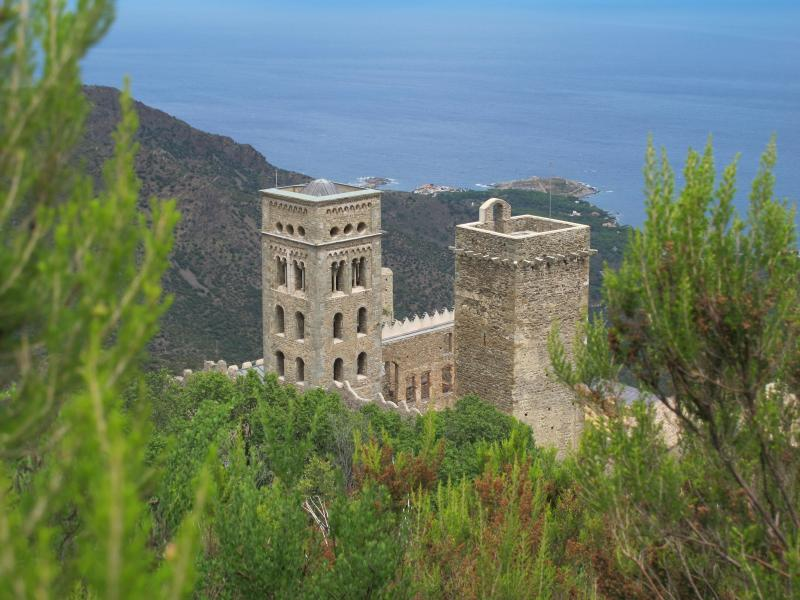
Vista del templo desde la montaña
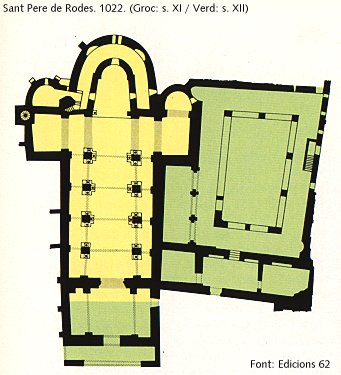
Planta del templo